# Pordenone Calcio Società Sportiva Dilettantistica 2013-2014
Questa voce raccoglie le informazioni riguardanti il Pordenone Calcio Società Sportiva Dilettantistica nelle competizioni ufficiali della stagione 2013-2014.

## Risultati

### Serie D

#### Poule scudetto
| Arbitro: | Marcello Rossi (Novara) |

|            |           |                         |
| Levati 45’ | Marcatori | 62’ Zanardo 72’ Florean |

| Arbitro: | Giosuè Mauro D'Apice (Arezzo) |

|                      |           |                               |
| Maccan 27’, 35’, 70’ | Marcatori | 12’, 25’ Piccolo 22’ Pessagno |

| Arbitro: | Andrea Capone (Palermo) |

|                                   |                      |                      |
| Niccolini Mateos Oliveira Ruopolo | Tiri di rigore 4 – 1 | De Luca Aliboni Nolè |

| Arbitro: | Vincenzo Valiante (Nocera Inferiore) |

|  |           |            |
|  | Marcatori | 70’ Maccan |